# Bernone
Bernone  è un nome proprio di persona italiano maschile.

## Varianti
- Femminili: Bernona[1]

### Varianti in altre lingue
- Catalano: Bernó[2]
- Francese: Bernon
- Germanico: Berno[3], Berino[3], Beren[3], Bern[3], Pern[3]
- Spagnolo: Bernón[2]
- Tedesco: Berno

## Origine e diffusione

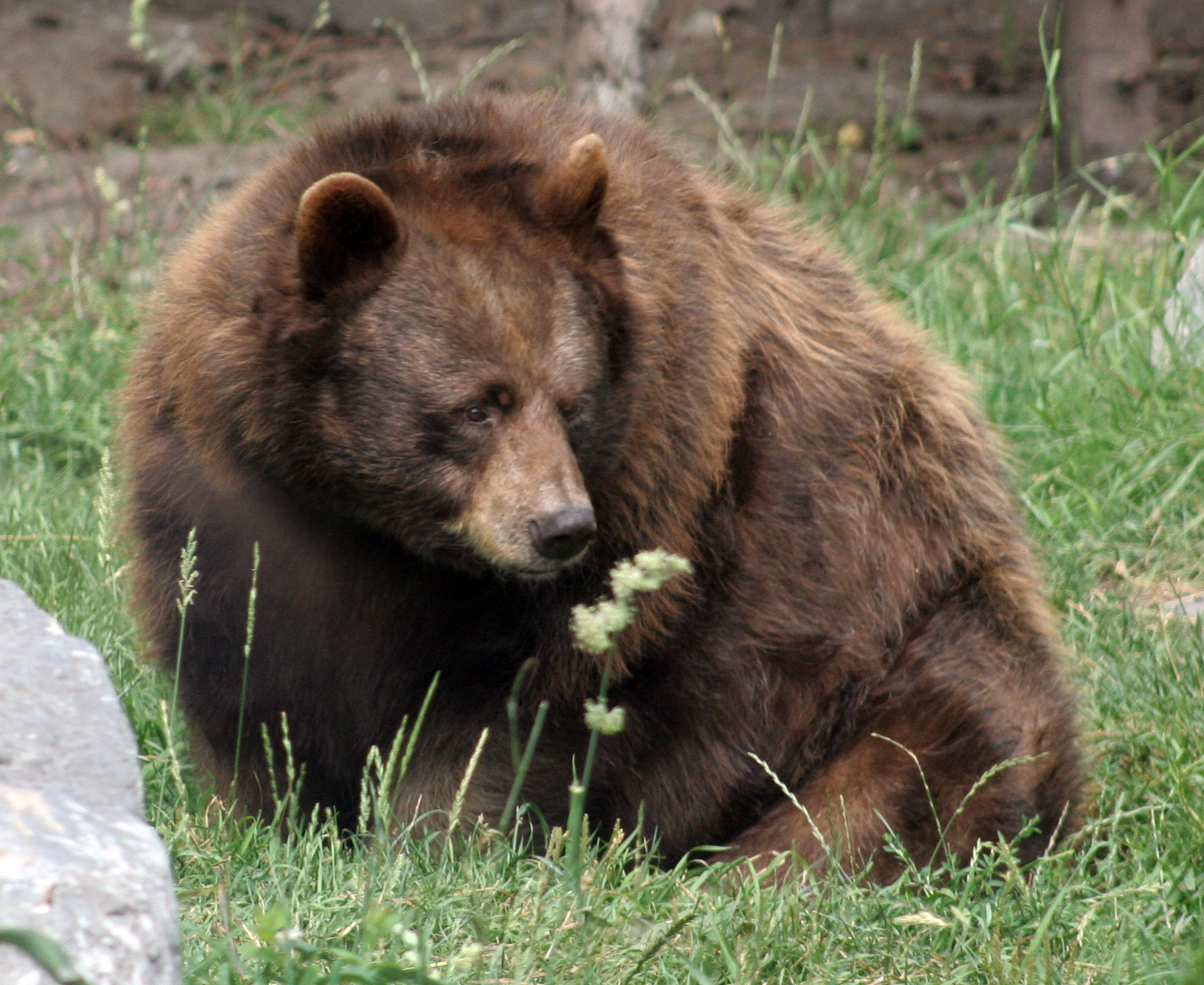
Un orso

Deriva dal nome germanico Berno, basato sulla radice berin, che vuol dire "orso". Originariamente, costituiva un ipocoristico di altri nomi che cominciavano con quell'elemento, come ad esempio Bernardo, Bernolfo e Berengario. Per significato, quindi, è analogo ai nomi Orso, Arturo e Björn (con quest'ultimo è anche imparentato etimologicamente).
Il suo uso in Italia è scarsissimo, ed è ricordato principalmente per il santo così chiamato.

## Onomastico
L'onomastico viene festeggiato il 13 gennaio in ricordo di san Bernone, primo abate dell'abbazia di Cluny.

## Persone
- Bernone di Cluny, abate e santo franco.